# Regenschaduw

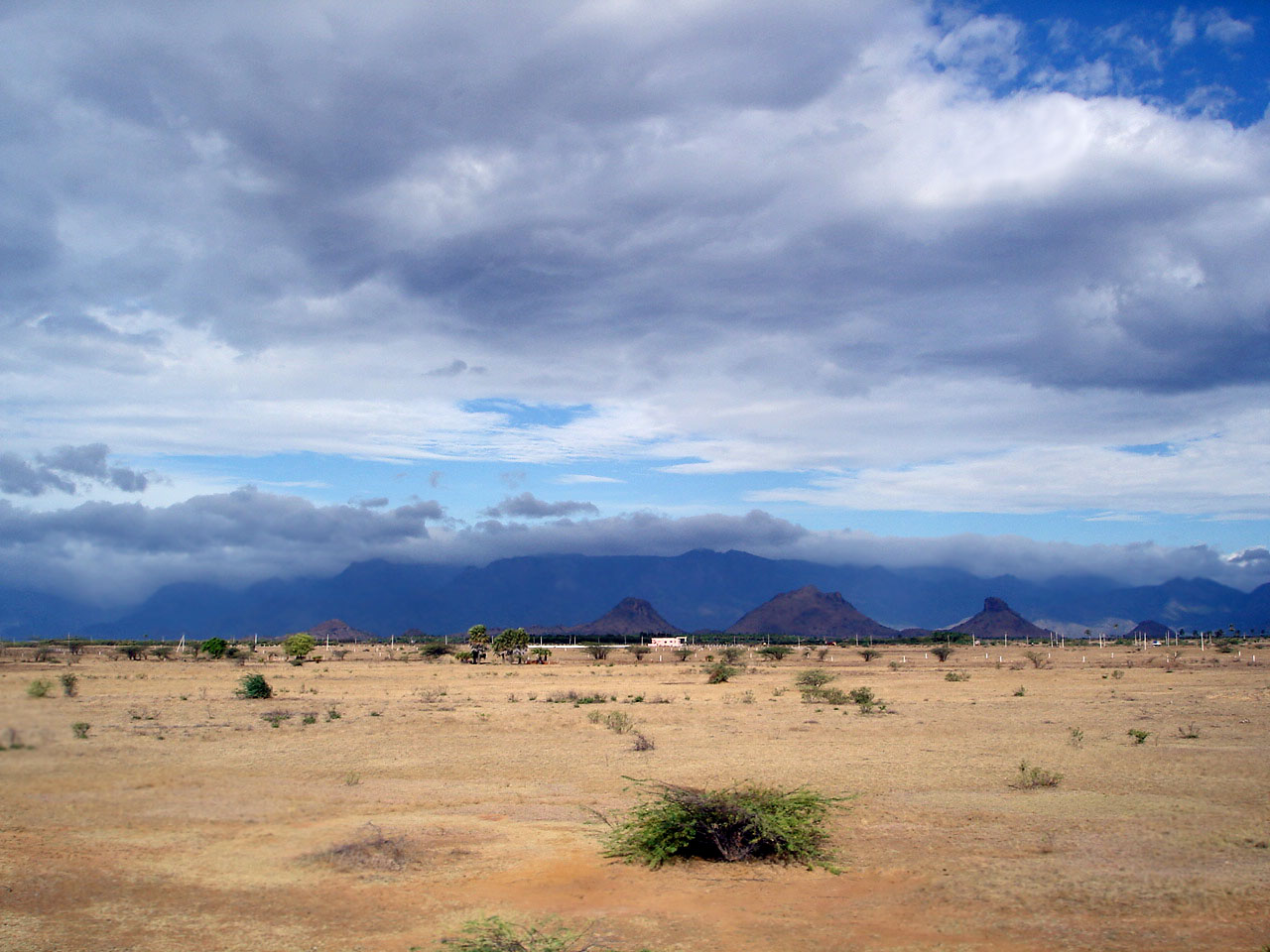
De Agastya Malai-bergrug van de West-Ghats, gezien vanaf de regenschaduwzijde bij Tirunelveli in India

Regenschaduw is het droge gebied aan de lijzijde van bergketens. Hier valt beduidend minder neerslag dan aan de loefzijde, waar juist extra stuwingsneerslag valt. Het schaduweffect is over het algemeen sterker naarmate de bergen hoger zijn. Zie het lemma föhn voor de verklaring van het ontstaan van een regenschaduw.
Bekende voorbeelden zijn: de Gobiwoestijn, Death Valley, de Atacamawoestijn en de Tatacoa-woestijn met een dubbele regenschaduw. Ook in West-Europa komt het verschijnsel voor, al is het minder sterk omdat de bergketens meestal niet zo hoog zijn. Zo valt er in de Elzas betrekkelijk weinig neerslag, ca. 500–600 mm per jaar. Ten westen van deze streek liggen de Vogezen, die een deel van de regen uit depressies uit het westen opvangen.